# Edward Hastings (1er baron Hastings de Loughborough)
Edward Hastings, 1er baron Hastings de Loughborough, (vers 1521 à Loughborough, Leicestershire – 1572) est un pair anglais. 

## Biographie
Il est le quatrième fils de George Hastings (1er comte de Huntingdon). Il épouse Joane Harrington, fille de John Harrington de Bagworth, Leicestershire vers 1544.
En 1545-1547, il représente Leicester au Parlement. Il est haut shérif du Leicestershire et haut shérif du Warwickshire en 1550 et député du Leicestershire de 1547 à 1553. Il combat avec son frère contre les Français qui sont entre Boulogne et Calais. Lorsque Marie Ire monte sur le trône en juillet 1553, il utilise le fait qu'il a reçu une commission de son parent, le duc de Northumberland, pour lever 4 000 fantassins du Buckinghamshire pour le service de Lady Jane Gray afin de soutenir Marie. Il est récompensé par le poste de receveur du fief de Leicester, une parcelle de terre dans le Duché de Lancastre et devenant peu après conseiller privé et maître du cheval. Il est député de Middlesex de 1553 à 1555.
Il est si bien considéré par le roi Philippe d'Espagne qu'il reçoit une pension de 500 couronnes d'argent anglais. Il va avec Lord Paget en tant qu'envoyé auprès de l'Empereur dans le but d'inviter le Cardinal Pole en Angleterre et en 1555 devient chevalier de l'Ordre de la Jarretière. Il devient lord chambellan de la maison le 25 décembre 1557 et baron Hastings de Loughborough le 19 janvier 1558.
À la mort de Marie, il se retire de la vie publique et devient très mélancolique. Il est emprisonné pour avoir assisté à la messe en 1561 mais libéré après avoir prêté le serment de suprématie. Il fonde l'hôpital de Stoke Poges, dans le Buckinghamshire en avril 1564.
Il vit au Manor House au centre de Loughborough et meurt en mars 1572 à Stoke Poges. Dans son testament, il mentionne son fils naturel Edward, qui devait recevoir le manoir de Michelcrèche, Somerset quand il serait majeur. Il donne son manoir de Bosworth à son neveu Henry Hastings, 3e comte de Huntingdon. Il ne mentionne pas sa femme dans son testament, ce qui laisse supposer qu'ils pourraient avoir été séparés.
Il est enterré dans la chapelle qu'il a construite, appelée la chapelle Hastings qui fait partie de l'église St Giles, Stoke Poges.

## Sources
- J. Nugent Bell, "La pairie de Huntingdon"
- J. Nicholls, "L'histoire et les antiquités de Leicester"
- Cross, Claire, The Puritan Earl, The Life of Henry Hastings, Third Earl of Huntingdon, 1536-1596, New York : St. Martin's Press, 1966.